# White Tower Hamburgers
White Tower Hamburgers est une ancienne chaîne de restauration américaine fondée en 1926 à Milwaukee. Ses restaurants blancs ressemblant à des petits châteaux-forts et son menu en faisaient une imitation de la chaîne White Castle, fondée en 1921. White Tower s'est implanté dans d'autres villes comme Chicago, Indianapolis, Cleveland, Détroit, Philadelphie, Pittsburgh, New York, Albany, Boston, Richmond et dans le sud jusqu'à Sarasota en Floride,. Durant la Grande Dépression, White Tower vendait des hamburgers pour cinq cents. La blancheur de ses restaurants était notamment destinée à évoquer leur hygiène et son personnel comprenait des serveuses habillées en infirmières, surnommées les « Towerettes », pour faire valoir cet argument.
À son apogée, dans les années 1950, la chaîne possédait 230 restaurants. Elle a ensuite connu un long déclin et n'existe plus en tant que telle. Un dernier restaurant est encore en activité à Toledo (Ohio).

## Histoire
John et Thomas E. Saxe ont lancé White Tower Hamburgers après avoir visité plusieurs restaurants White Castle et engagé un des gérants de cette chaîne. Ils ont ouvert leur premier restaurant près de l'université Marquette à Milwaukee, dans le Wisconsin. Dès la fin de 1927, ils avaient six restaurants à Milwaukee et à Racine (Wisconsin). En 1929, White Tower a ouvert 30 restaurants à Détroit (Michigan). Malgré la Grande Dépression, White Tower a atteint les 130 restaurants. La plupart se trouvaient près de gares et d'arrêts de tramway.

### Poursuites en justice

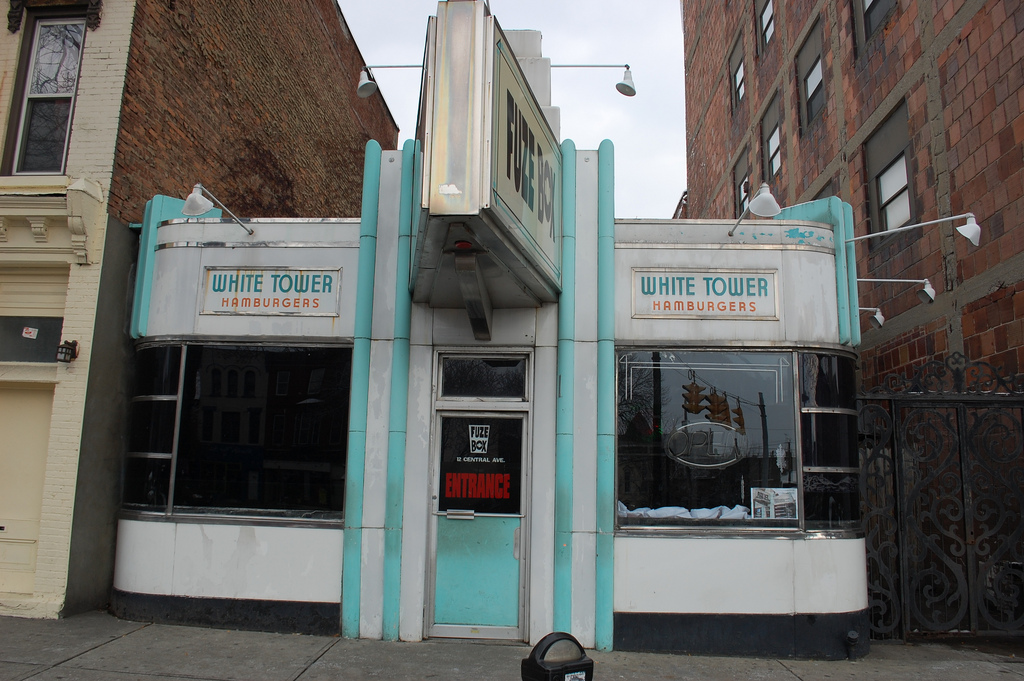
Ancien restaurant White Tower à Albany.

En 1929, White Castle a attaqué White Tower au Minnesota pour concurrence déloyale ; White Tower a lancé des pousuites inverses au Michigan, où elle était arrivée la première. Au Minnesota, la justice a statué en faveur de White Castle en 1930, obligeant White Tower à abandonner le style château-fort de ses restaurants et à payer 82 000 dollars. Au Michigan, l'affaire a traîné jusqu'en 1934, révélant que White Tower avait débauché un responsable des implantations de White Castle et photographié un de leurs derniers restaurants pour se tenir à la page. La cour d'appel fédérale pour le sixième circuit a plus tard confirmé la décision de première instance selon laquelle White Tower avait délibérément copié White Castle. White Castle n'a pas exigé que White Tower change de nom, mais a demandé que ses nouveaux restaurants lui payent une redevance et lui envoient leur photo. Obligé de changer de style architectural, White Tower a d'abord adopté le style Art déco, puis l'architecture moderne. Géographiquement, les deux chaînes ont cessé d'empiéter sur leurs « territoires » respectifs.

### Apogée et déclin

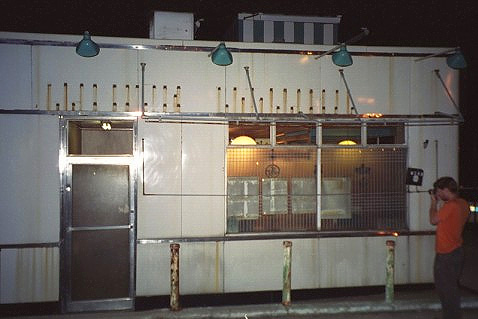
Ancien restaurant White Tower à Upper Darby Township, en Pennsylvanie.

En 1941, White Tower Management Corporation a transféré son siège au Six Suburban Avenue à Stamford (Connecticut). À son apogée au milieu des années 1950, la chaîne avait 230 restaurants dans différents États. Elle a testé dans les années 1950 et 1960 un restaurant automatisé appelé le « Tower-O-Matic », avec peu de succès. Elle a aussi lancé un restaurant assis nommé Marbett's. Beaucoup de restaurants White Tower de banlieue plus tardif possédaient un comptoir pour le service au volant.
Brock Saxe a succédé en 1970 à son père T. E. Saxe comme président de White Tower Management Corporation. Pour le cinquantième anniversaire de la chaine, Brock a renommé l'entreprise Tombrock Corporation, parce qu'elle possédait aussi une chaîne de restaurants à viande nommée Brock's. Les restaurants White Tower étaient surtout en centre-ville, et ils ont été victimes de la fuite vers les banlieues : en 1979, il ne restait plus que 80 restaurants appartenant à Tombrock Corporation. L'entreprise s'est diversifiée en franchisant des restaurants Burger Kings et Golden Skillet (en). Aujourd'hui, Tombrock Corporation n'est plus une entreprise de restauration, mais une société d'investissement et de gestion immobilière basée à New Canaan, au Connecticut. Le dernier restaurant White Tower se trouve au 1515 sur West Sylvania Avenue à Toledo (Ohio). En 2004, la marque a été inscrite comme non-enregistrée à partir de 2005,.